# Reginare

Das Wappen von Brabant ist heute das Wappen Belgiens.

Die Reginare (auch: Haus Brabant) waren eine Familie des mitteleuropäischen Hochadels, die seit dem Beginn des 10. Jahrhunderts vor allem im heutigen Belgien (Hennegau, Löwen, Lothringen, Brabant und Limburg) eine herausragende Rolle spielte. Nach dem Erlöschen der in den Herzogtümern Brabant und Limburg regierenden älteren Linie 1355 fiel deren Erbe an das Haus Luxemburg und von diesem 1383 an das Haus Burgund. Eine jüngere Linie der Reginare regierte von 1263 bis 1918 als Haus Hessen und existiert im Mannesstamm bis heute.

## Geschichte
Der Aufstieg der Familie begann mit einer Entführung: Giselbert, Graf im Maasgau, brachte 846 eine Tochter des karolingischen Kaisers Lothar I. in seine Gewalt und heiratete sie. Die Ehe wurde 849 anerkannt, die Nachkommen haben Karl den Großen als Ahnherrn und gehörten damit – trotz der vorausgehenden Untat – zur obersten Schicht des europäischen Adels.
Die Familie stellte drei Herzöge von Niederlothringen, die Grafen von Hennegau und Löwen, die Landgrafen von Brabant, späteren Herzöge von Brabant (die zugleich Herzöge von Niederlothringen waren), sowie ab dem Jahr 1247 mit dem Haus Hessen die Landgrafen von Hessen, die späteren Kurfürsten von Hessen und Großherzöge von Hessen. Die Herrschaft der Reginare endete mit der Absetzung des letzten Großherzogs Ernst Ludwig im November 1918.
→ Siehe auch: Stammliste der Reginare

## Erste Reginare
- Giselbert, Graf im Maasgau, 866 Graf im Lommegau, ⚭ Entführung 846, Ehe 849 anerkannt, NN (vielleicht Ermengarde), * wohl 826/830, Tochter des Kaisers Lothar I. (Karolinger)

## Lothringen
- Reginhar I. von Hennegau, † 915, dessen Sohn, Graf in Hennegau und Maasgau.
- Giselbert, † 939, dessen Sohn, Herzog von Lothringen, ⚭ Gerberga, * 913/914, † nach 968, Tochter des deutschen Königs Heinrich I. (Liudolfinger)
- Heinrich, † 944, dessen Sohn, Mitherzog von Lothringen 940–944

Niederlothringen
- Gottfried I. von Löwen, Bruder von Heinrich III., Herzog (Gottfried V.) von Niederlothringen 1106–1128
- Gottfried II. von Löwen, dessen Sohn, Herzog (Gottfried VI.) von Niederlothringen 1139–1142
- Gottfried III. von Löwen, dessen Sohn, Herzog (Gottfried VII.) von Niederlothringen 1142–1190
- Heinrich I. von Brabant, dessen Sohn, 1190–1235 (ab 1183/1184 schon Herzog von Brabant)

## Hennegau

Wappen von Hennegau

- Reginar II., Sohn Reginhars I., Graf von Hennegau 924–931
- Reginar III. Langhals († 971/997), dessen Sohn, Graf von Hennegau 931–957, abgesetzt
- Reginar IV. († 1013), dessen Sohn, Graf von Bergen (Mons) 998–1013
- Reginar V. († 1039), dessen Sohn, Graf von Bergen 1013–1039
- Hermann von Mons († 1051), dessen Sohn, Graf von Bergen, Graf im südlichen Brabant und Markgraf von Valenciennes (um 1049); ⚭ Richilde von Egisheim (wahrscheinlich Tochter von Reginar von Hasnon, Markgraf von Valenciennes 1045 bis um 1049).
- Richilde von Egisheim († 1087), Gräfin von Hennegau 1030–1070, ⚭ Balduin VI. Graf von Flandern, als Balduin I. Graf von Hennegau

Hennegau geht an die Grafen von Flandern über.
Valenciennes
- Reginar von Hasnon, Sohn von Reginar von Löwen (Sohn von Lambert I. der Bärtige), Markgraf zwischen 1045 (Absetzung Balduin V. von Flandern) und 1049.
- Hermann von Bergen († 1051), dessen Schwiegersohn, ab 1049 Markgraf von Valenciennes; auch Graf von Bergen und Graf in der südlichen Grafschaft Brabant.

## Löwener Land
- Lambert I. der Bärtige, † 1015, Sohn Reginars III., Graf von Löwen 994–1015
- Heinrich I. der Alte, dessen Sohn, Graf von Löwen 1015–vor 1038
- Otto, dessen Sohn, Graf von Löwen 1038–vor 1040
- Lambert II., Bruder Heinrichs I., Graf von Löwen vor 1040–1054
- Heinrich II., dessen Sohn, Graf von Löwen vor 1054–1078
- Heinrich III., dessen Sohn, Graf von Löwen 1078–1095, Landgraf von Brabant ab 1085/1086.

## Brabant
Landgrafen

Wappen von Brabant

- Heinrich III., Graf von Löwen 1078–1095, Landgraf von Brabant ab 1085/1086 als Nachfolger von Pfalzgraf Hermann II. von Lothringen (Ezzonen).
- Gottfried I. von Löwen, dessen Bruder, Herzog (Gottfried V.) von Niederlothringen 1106–1128
- Gottfried II. von Löwen, dessen Sohn, Herzog (Gottfried VI.) von Niederlothringen 1139–1142
- Gottfried III. von Löwen, dessen Sohn, Herzog (Gottfried VII.) von Niederlothringen 1142–1190
- Heinrich I. von Brabant, dessen Sohn, 1190–1235 (bis 1183/1184 Landgraf von Brabant)

Herzöge
- Heinrich I., Herzog von Brabant ab 1183/1184, Herzog von Niederlothringen 1190–1235
- Heinrich II., dessen Sohn, Herzog von Brabant 1235–1248
- Heinrich III., dessen Sohn, Herzog von Brabant 1248–1260, sein jüngerer Halbbruder wurde als Heinrich I. 1263 Landgraf von Hessen
- Heinrich IV., dessen Sohn, Herzog von Brabant 1261–1267
- Johann I., dessen Bruder, Herzog von Brabant 1267–1294, ab 1288 auch Herzog von Limburg
- Johann II., dessen Sohn, Herzog von Brabant und Limburg 1294–1312
- Johann III., dessen Sohn, Herzog von Brabant und Limburg 1312–1355
- Johanna 1355–1404, dessen Tochter, ⚭ Wenzel von Luxemburg 1355–1383

## Hessen

Wappen des Hauses Hessen (des Stammes Brabant), übernommen von den Ludowingern

Heinrich II. von Brabant heiratete in zweiter Ehe Sophie von Thüringen, Tochter Ludwigs IV., des Heiligen, Landgraf von Thüringen aus dem Haus der Ludowinger, und der Heiligen Elisabeth. Nach dem Aussterben der Ludowinger mit Heinrich Raspe IV. 1247 und dem darauf folgenden Thüringisch-Hessischen Erbfolgekrieg (1247–1264) ging der östliche Teil des Familienbesitzes (Thüringen) an die Wettiner, der westliche Teil (Hessen) an Sophie und ihre Nachkommen, das bis 1918 regierende Haus Hessen.
- Heinrich I. von Hessen, Sohn Heinrichs II. von Brabant und Sophies von Thüringen, † 1308, Landgraf von Hessen